# Grupo Desportivo Sagrada Esperança
Grupo Desportivo Sagrada Esperança é um clube de futebol de Dundo, capital da Lunda Norte, Angola. As cores do clube são verde e branco. Manda seus jogos no Estádio Sagrada Esperança.

## Títulos
- Girabola: 2005 e 2020–21[4]

- Taça de Angola: 1988 e 1999

## Participações nas competições CAF
- Liga dos Campeões da CAF: 2 participações

2005 - Primeira fase
2006 - Fase preliminar
- Copa das Confederações da CAF: 3 participações

1992 - Segunda fase
1998 - Primeira fase
2016 - Terceira fase